# (20607) Vernazza
Pour les articles homonymes, voir Vernazza (homonymie).
(20607) Vernazza est un astéroïde de la ceinture principale.

## Description
(20607) Vernazza est un astéroïde de la ceinture principale. Il fut découvert le 4 septembre 1999 à la station Anderson Mesa par le programme LONEOS. Il présente une orbite caractérisée par un demi-grand axe de 2,86 UA, une excentricité de 0,23 et une inclinaison de 9,2° par rapport à l'écliptique.
Il est nommé en l'honneur du planétologue français Pierre Vernazza, chargé de recherche au Laboratoire d'astrophysique de Marseille.

## Compléments